# Aechmea pectinata
Aechmea pectinata är en gräsväxtart som beskrevs av John Gilbert Baker. Aechmea pectinata ingår i släktet Aechmea och familjen Bromeliaceae. Inga underarter finns listade i Catalogue of Life.

## Bildgalleri

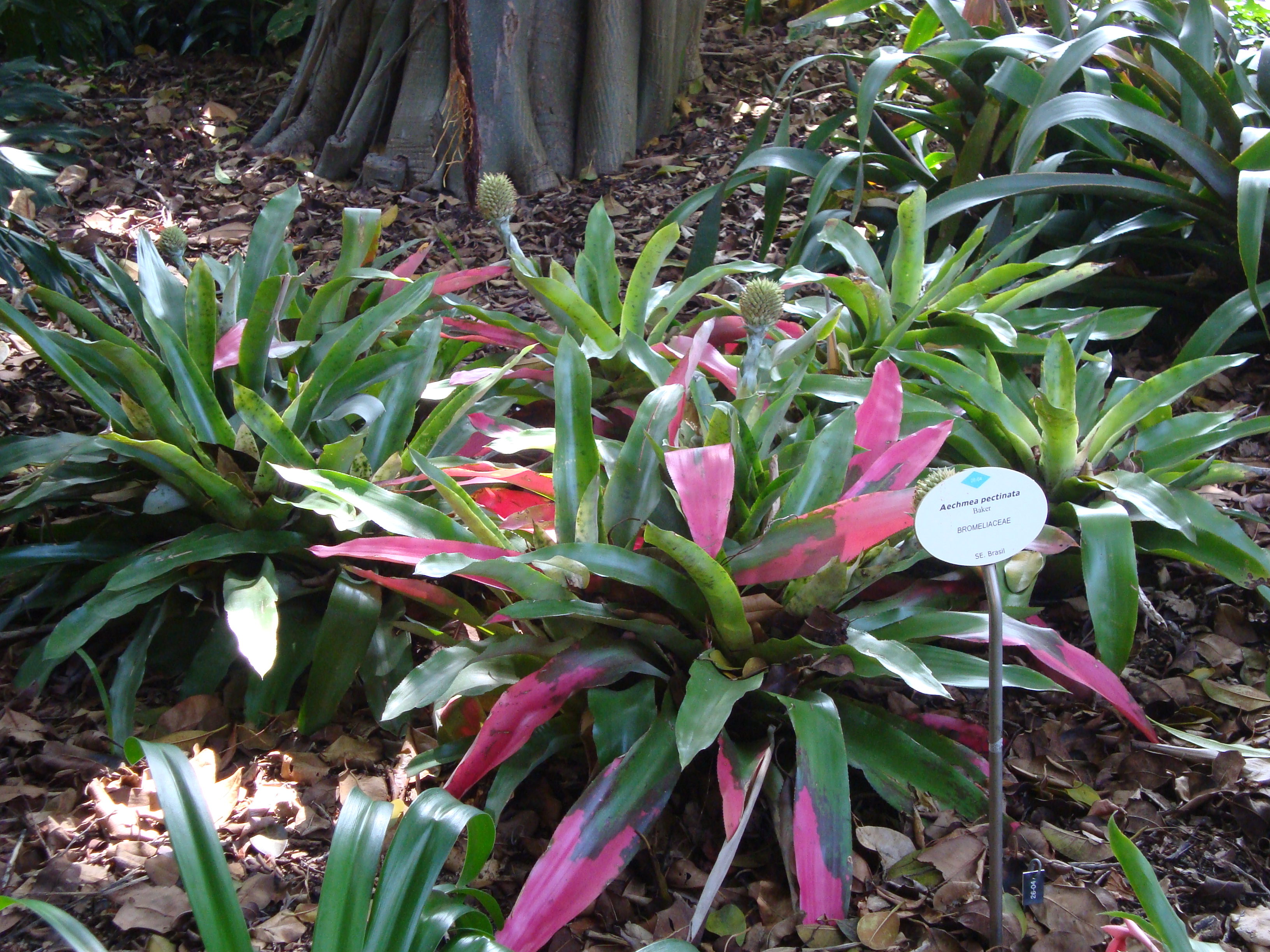